# Liberté de la presse sous la Restauration
Sous la Restauration, la liberté de la presse s'inscrit dans le contexte de Terreur blanche qui entoure les débuts du régime. La liberté de la presse, longtemps réprimée et censurée par les anciens régimes, connaitra une fluctuation due aux oscillations juridiques orchestrées pas les différents ministères qui se succéderont au cours du régime.

## Les premiers ministères royalistes et impériaux (mai 1814-décembre 1818)

### La Charte constitutionnelle de 1814
La charte constitutionnelle de Louis XVIII rétablit une liberté de la presse conforme aux revendications révolutionnaires. En effet, son article 8 se plie aux volontés du peuple permettant ainsi le droit de publication et d'imprimerie dans le respect des opinions de chacun.
Dans la même année pourtant, Louis XVIII et le gouvernement royaliste vont cependant restreindre le pouvoir de la presse grâce à une série de lois, datant du 21 octobre 1814, rétablissant un certain nombre de contrôles tels que l'autorisation préalable, la censure (moins restrictive que la censure instaurée sous l'Empire) et instaurer également un contrôle étroit des imprimeries et des librairies. Ils vont également déclarer les tribunaux correctionnels compétents pour juger les délits de la presse.
Une autre restriction verra le jour une année plus tard sous l'impulsion du ministre de la Police, qui propose un maintien de la censure jusqu'au 1er janvier 1818 ; votée en février 1817, cette prorogation, après une discussion acharnée entre les parties, ne sera retenue que sous la forme d'une loi séparée de la liberté de la presse.
Une autre loi, cependant abandonnée par les 2 Chambres, visait à instaurer des conditions de publications des livres et des journaux (concernant seulement la presse non périodique), et définir la juridiction compétente pour juger ces délits.

### Le germe d'un adoucissement des restrictions
Des idées germeront postérieurement à l'établissement de la Charte de 1814. Notamment en 1817, avec Royer Collard (leader du parti des modérés) qui appuiera l'idée, à la tribune de la Chambre, que les délits de la presse ne devront plus être jugés par des tribunaux correctionnels mais par des cours d'assises, et donc des jurys populaires.
Les modérés, du début du XIXe, soutiendront le fait que la presse française représente un « principe nécessaire » au bon fonctionnement de la politique en vigueur, exerçant une influence non seulement considérable sur l'opinion publique, mais également indispensable au maintien d'un gouvernement.

## Le ministère Dessoles (décembre 1818-février 1820)

### La loi de Serre

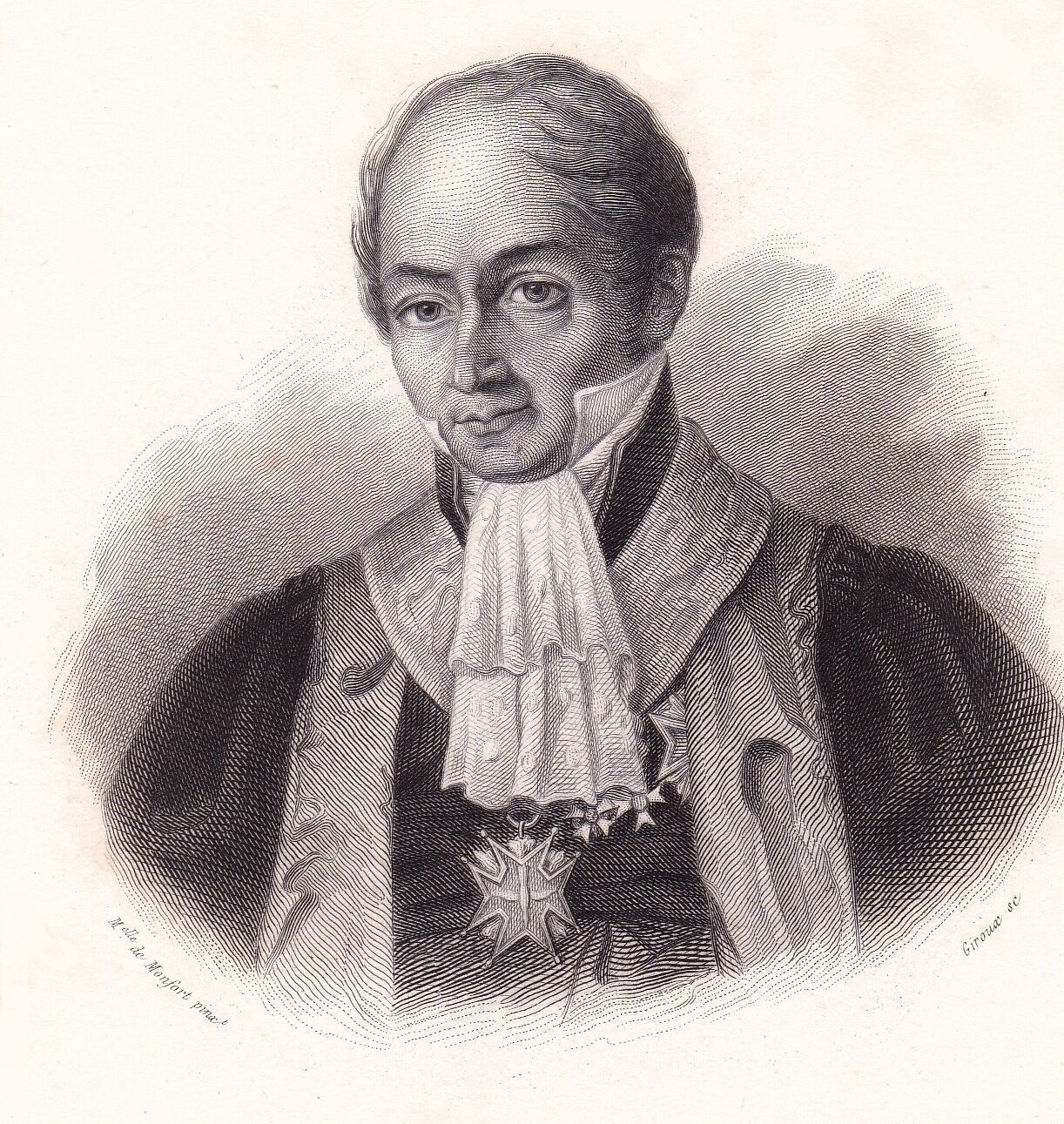
Hercule, comte de Serre (1776 -1824)

C'est sous le Ministère de Dessoles, et sous l'influence du Garde des Sceaux, Hercule de Serre, que sont votées une série de lois instaurant une liberté de la presse conforme aux revendications de 1789, à la fois libérale et maitrisée.
Elles sont proclamées en avril-mai 1819, dans une volonté indissociablement libérale et censitaire.
La première innovation, qui n'en est pas moins l'une des plus importantes, est que l'on définit clairement les types de délits que peut encourir la presse; regroupés en 4 catégories distinctes :
- l'offense à la personne royale ; On ne peut s'attaquer directement au roi.
- la provocation publique aux crimes et aux délits
- tout outrage aux bonnes mœurs ou à la morale publique.
- la diffamation et l'injure publique.

On inverse la procédure de saisie qui ne pourra se faire que postérieurement à la publication de l'article, et non avant la publication, comme anciennement défini.
La déclaration préalable et la censure sont remplacées par des garanties morales avec la question de confiance de deux éditeurs ou propriétaires responsables, mais également financière avec un dépôt de cautionnement en rente de 10 000 francs.
La dernière innovation des Lois de Serre concerne la traduction judiciaire d'un journal devant le tribunal. De Serre décide de remplacer la comparution devant le tribunal correctionnel par l'assentiment populaire et donc la comparution devant un jury.
Pour de Serre : les attaques dirigées contre la société et dont le jugement sera celui de la société même, prononçant ainsi une forme de pouvoir juridique dans les mains même du peuple français.
Les Lois de Serre répondent parfaitement aux codes doctrinaux que révèle la période de la Restauration.
Les Ultras resteront silencieux et unanimes au regard de cette loi. Le seul point sur lequel ils feront entendre leur voix est l'absence du délit de diffamation religieuse dans ces lois, qui n'est pas clairement spécifié.

## Le second ministère de Richelieu (février 1820-décembre 1821)

### La suprématie de la censure

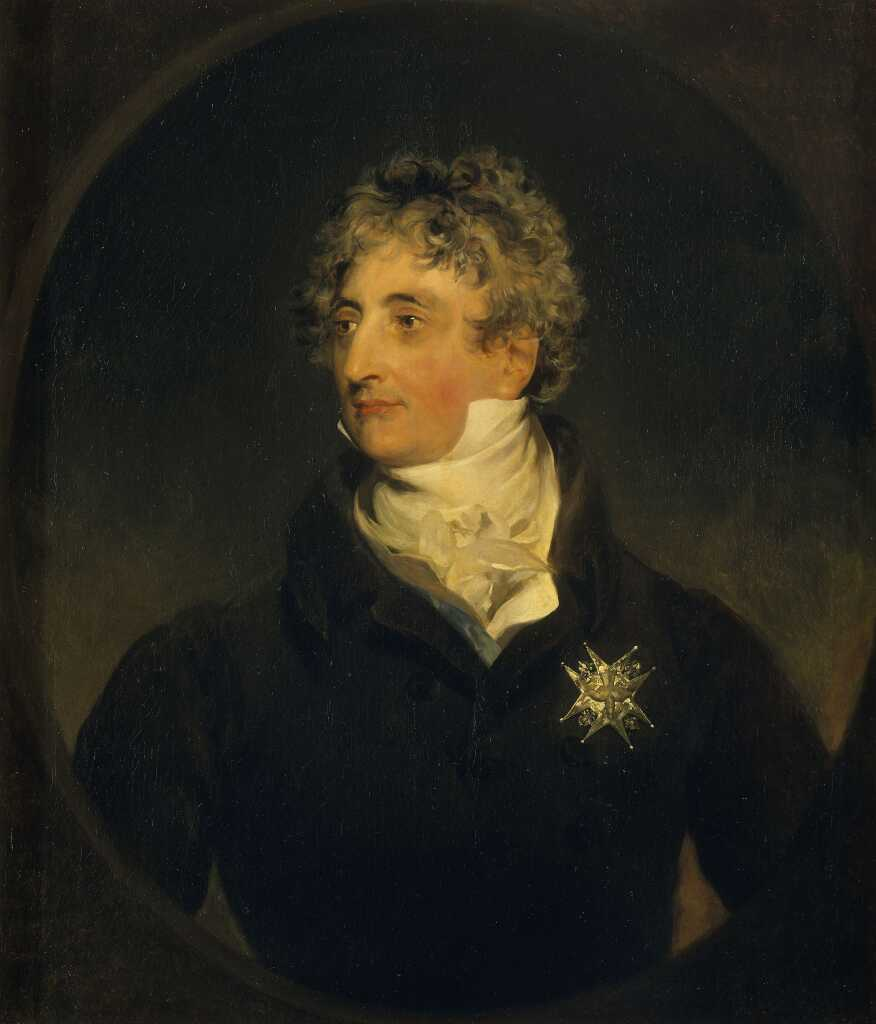
Armand-Emmanuel du Plessis de Richelieu (1766 -1822)

L'assassinat du Duc de Berry par Louvel le 13 février 1820 entraina la chute progressive de la liberté de la presse.
Les Ultras, suivis des modérés, décidèrent de se rallier dans le but de museler les doctrines libérales jugées responsables de la mort du Duc de Berry et ainsi détruire ce fanatisme dans son germe, poussant Descaze à la démission le 20 février 1820 au profit du modéré Richelieu. 
C'est ainsi que les Ultras au pouvoir, avec une majorité grâce aux modérés, adoptèrent le 28 février 1820, par 136 voix contre 74, les lois d'exceptions, réduisant considérablement le pouvoir de la presse avec l'utilisation de la censure.
La loi est votée le 30 mars 1820, par 136 voix contre 109.
Cette nouvelle loi instituait de nouvelles méthodes de contrôle de la presse avec :
- l'insertion de l'autorisation royal (art 2).
- l'examen préalable des manuscrits (art 4), passible d'une peine d'1 à 6 mois de prison et d'une amende de 200 à 1,200 francs si non-respect de cette disposition (art 5).
- le droit de suspension du gouvernement au journal déchu jusqu'au jugement (art 6), ainsi que le prolongement, si nécessaire, de 6 mois en attente d'un nouveau jugement.
- une suspension pouvant être définitive en cas de récidive (art 7).

Une ordonnance royale du 1er avril 1820 complétera la loi du 30 mars en établissant une Commission de Censure à Paris composée de 12 membres, chacun nommé par le roi sur présentation du Ministre de l'Intérieur (art 4-5).
Les départements seront également soumis à ce contrôle par des Commissions de Censure composées de 3 membres siégeant en chef-lieu (art 8).
Le rôle de cette Commission de Censure était de devenir une juridiction, sous le contrôle du ministère, capable de modifier, supprimer des pamphlets, des phrases ou même des mots jugés illégaux, mais également de suspendre un journal pour une durée déterminée et infliger des amendes et des peines d'emprisonnement entrainant la fermeture des journaux.
Une juridiction suprême à la Commission de Censure sera également instituée sous le nom de Commission de surveillance, composée de 9 magistrats sur présentation du Ministre de la Justice (art 9).
Il a un effet de contrôle sur les Commissions locales, à recevoir leur rapport en toutes circonstances, et peut prononcer la suspension définitive des journaux qui se montreraient dans l'illégalité juridique.

### Une application autoritaire
Le 4 avril 1820, le régime de la censure s'appliquera à tous les journaux français.
Les Commissions, sous les directives royales et ministérielles, avaient pour principales objectifs de réprimer férocement les journaux libéraux.
Dès son application, les plus grands périodiques doctrinaires tels que La Bibliothèque historique, La Minerve (libéral), et Le Conservateur (royaliste et religieux) durent se défaire, rejetés par le nouveau régime de censure.

### L’effondrement de la censure
L'effondrement de la censure est un simple retour de bâton. Les Ultras, qui ont conjointement participé à l'élaboration de cette censure, vont voir leurs propres armes se retourner contre eux.
Le gouvernement, essuyant la méfiance du parti royaliste qui l'affrontent quotidiennement et de manière abrupte, va utiliser la Commission de Censure pour sanctionner les journaux royalistes, comme Le Régulateur qui finit par faire faillite dû aux maintes condamnations qu'il s'est vu infliger.
Le 9 juin 1821, le Ministre de l'Intérieur Siméon vient proposer à la chambre une prorogation pour un an de la loi de la censure qui devait prendre avec la session parlementaire.
Le texte fut rejeté par l'ensemble ministériel et la Commission émit un refus catégorique à son adoption.
Après de longues discussions au sein des partis sur l'avenir de la répression de la presse, les Ultras concédèrent l'amendement de Josse-Beauvoir et de Courtarvel, qui limitait l'application de la censure au troisième mois qui suivrait l'ouverture de la session de 1821.
La loi fut votée par 214 voix contre 112.
Richelieu entreprit un nouvel assouplissement des restrictions de la liberté de la presse le 3 décembre 1821 avec la suppression des délits, se conformant aux principes des lois de Serre, simplement plus restrictives . Mais également établir une censure pendant une période de 5 ans.
Horrifiant la droite qui s'éleva violemment contre cette proposition, entrainant par la suite la démission de Richelieu le 12 décembre 1821.
Le Garde des Sceaux annonça le retrait des projets restrictifs de Richelieu sur la liberté de la presse.

## Le ministère Villèle (décembre 1821-janvier 1828)

### Un remaniement des libertés de la presse

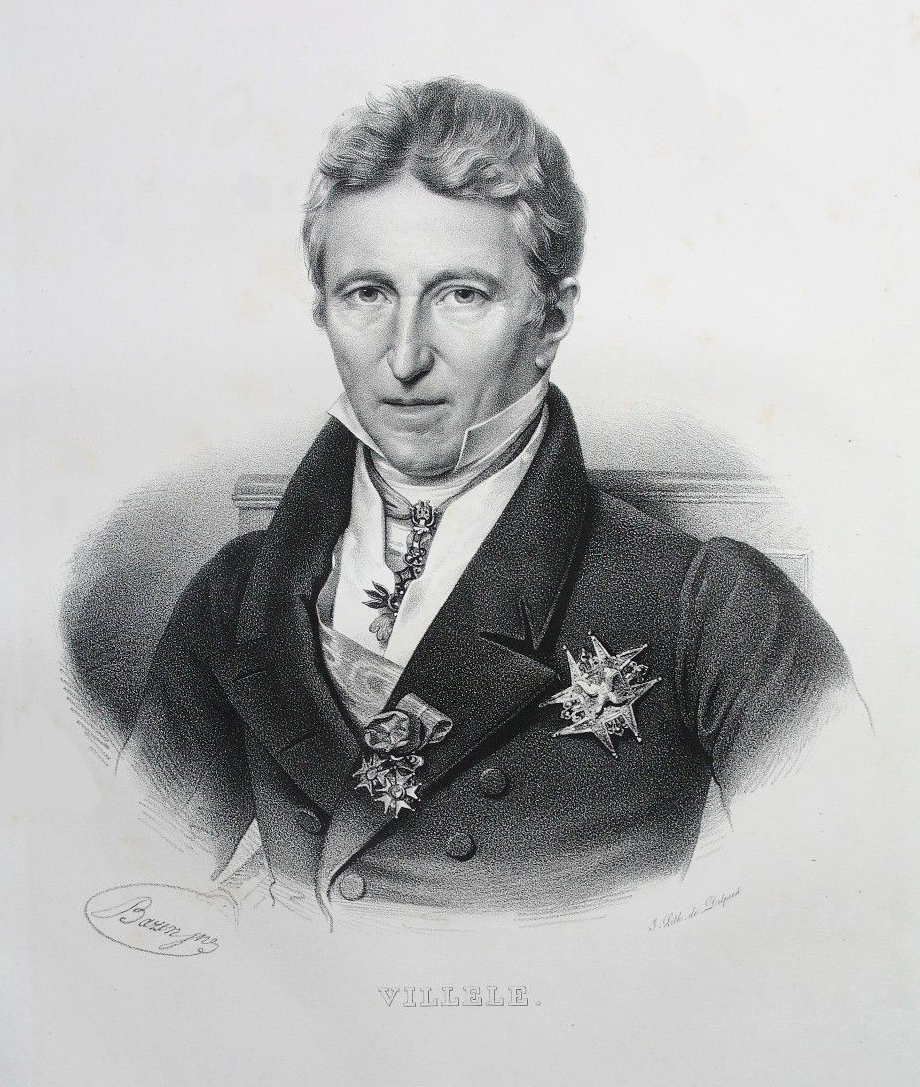
Joseph, comte de Villèle (1773 -1854)

Le gouvernement de Villèle est de nouveau soumis au Lois de Serre de 1819.
Sa motivation est d’effectuer un contrôle indirect sur la presse française en la muselant juridiquement.
Il va donc présenter le 2 janvier 1822 une loi de répression des délits de presse, complétée par une autre loi sur la police des journaux.
Ces lois vont créer une nouvelle forme de délits appelés délits de tendance , ce qui permet désormais de condamner un journal dont l'esprit et la tendance seraient de nature à porter atteinte à la paix publique, au respect dû à la religion de l'Etat, et aux autres religions légalement reconnue, à l'autorité du roi et à la rentabilité des institutions constitutionnelles.
Les délits ne seront également plus saisis par un jury mais redeviendront sous la coupe du tribunal correctionnel, et en appel, aux Cours Royales.
La censure est également réhabilitée sous certaines conditions en étant dans l'intervalle des sessions parlementaires, contresigné par au moins 3 ministres.
L'autorisation préalable est conservée, affaiblissent considérablement la presse libérale qui ne pourra s'exprimer librement et sera la cible du gouvernement.
Ces lois seront votées en février 1822 à 234 voix contre 93 par les députés, et 219 contre 137 pour les pairs.

#### Une incohérence du pouvoir royal et du gouvernement
Charles X devient le successeur légitime de son frère Louis XVIII le 16 septembre 1824 et proclame, à la grande surprise de son ministère et de son parti, la suppression totale de la censure le 29 septembre 1824.
Une ovation triomphale qui va lui valoir une popularité exemplaire de l'opinion publique, également nourrie par les 2 presses d'opposition qui lui vanteront les mérites du Roi "Bien-Aimé".

### Un retour royal à la restriction de la liberté de la presse
Les articles calomnieux et vindicatifs envers le roi, diffusée par les journaux à son encontre, se traduit naturellement par l'instauration d'une loi restrictive de la liberté de la presse.
Elle est annoncée par le roi dans le discours du trône qui inaugure la session de 1827.
Cette loi prévaut pour les « brochures, soit les écrits inférieurs ou égaux à vingt feuillets d'impressions, devront désormais être déposés à la direction de la Librairie 5 jours avant leur parution. », augmentant considérablement le coût d'un droit de timbre devenu prohibitif.
Cette loi s'applique également pour les journaux.
Elle prévaut également d'une responsabilité financière, juridique et civile pour l'imprimeur et les propriétaires dont les noms devront se signifier en tête de chaque exemplaire.
La loi devient rétroactive, c'est-à-dire qu'elle s'exerce sur une période antérieure à son établissement (délai d'un mois pour se mettre en conformité).
Chaque amende de ces nouvelles dispositions sera exorbitante (le but principal est de ruiner les journaux jugés opposés à la politique royale et ministérielle).
Chateaubriand, dans une lettre adressée au Journal des débats surnommera ces dispositions législatives : « les lois vandales ».
Cette loi, aussi appelée « loi de justice et d'amour », sera votée le 12 mars 1827 par 233 voix contre 134 (on appellera cette victoire de l'opposition la victoire de Pyrrhus).

## Le ministère Martignac (janvier 1828-août 1829)

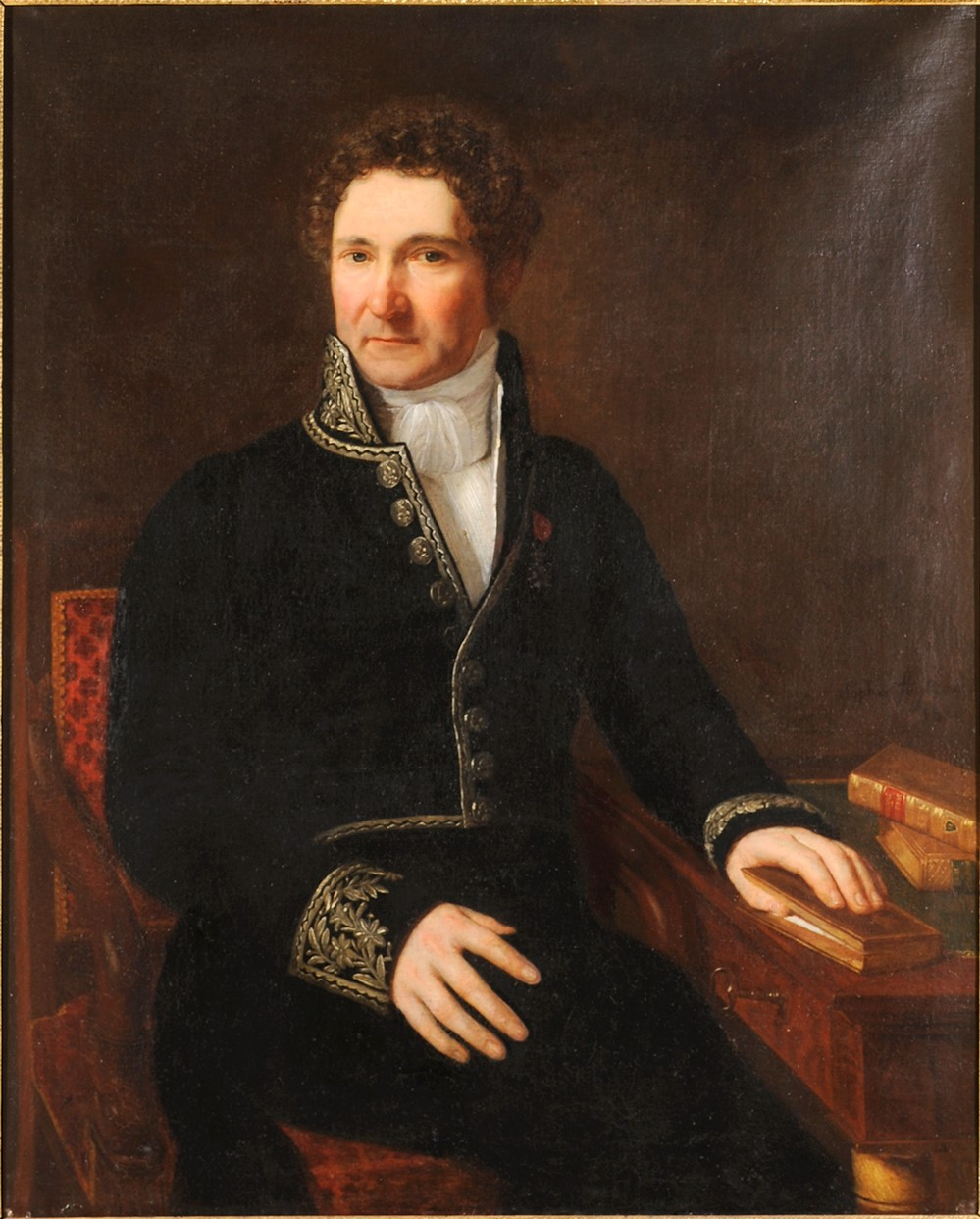
Jean-Baptiste Sylvère Gaye, vicomte de Martignac (1778 -1832)

### Un gouvernement modéré
Le comte Villèle se verra dépossédé de son statut le 4 janvier 1828 au profit de son successeur Martignac (un modéré).
Ce nouveau gouvernement souhaite se réapproprier les grâces de l'opinion publique et va donc, avec l'aide de Portalis, un éminent juriste, légiférer une série de lois ayant pour vocation à réhabiliter les principes fondateurs de la presse.
C'est ainsi que le 14 avril 1828, Portalis propose un projet de loi visant à abolir la censure facultative, supprimer l'autorisation préalable au profit d'un cautionnement important rendant les éditeurs financièrement et moralement responsables (dorénavant fixé à deux cent mille francs pour les journaux politiques paraissant plus de 2 fois par semaine).
Le jury n'a pu être ramené au goût du jour, par simple opposition des Ultras qui refusent que le peuple français se fasse juge à la place d'hommes compétents.
La loi sera votée début juin 1828 et appliquée ce même jour.

## Le ministère Polignac (août 1829-août 1830)

### Les Ordonnances de Saint Cloud

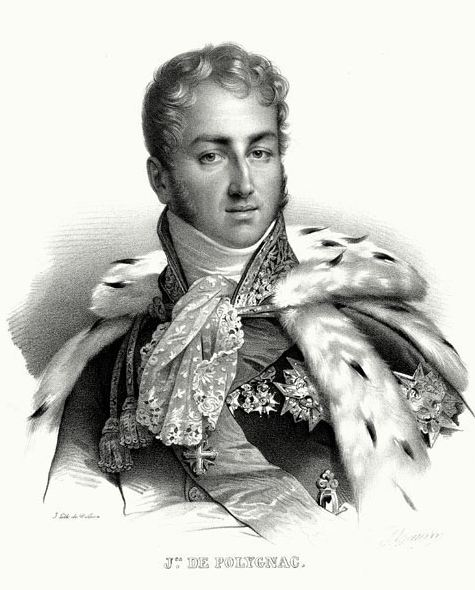
Jules, prince de Polignac (1780 -1847)

C'est dans un contexte difficile entre le pouvoir politique et la presse de l'opposition que vont s'insérer les Ordonnances de Saint-Cloud.
Charles X, en vertu de l'article 14 de la charte constitutionnelle va légiférer, le 25 juillet 1830, avec l'appui de son chef de conseil Polignac et de ses ministres, quatre ordonnances dont la première suspend catégoriquement la liberté de la presse dite périodique, en rétablissant l'autorisation préalable renouvelable tous les 3 mois.
Cette ordonnance limite également les brochures (composées de plus de 20 feuilles ne constituant pas un même corps d'ouvrage). Le non-respect de cette ordonnance se soldera par la destruction et ou mise sous scellés des ouvrages.
D'aucuns disent alors que ces ordonnances sont conformes à la morale et aux principes de la Charte. L'article 14 de la charte stipule en effet que « Le Roi est le chef suprême de l'État [...] qu'il fait les règlements et ordonnances nécessaires pour l'exécution des lois et la sûreté de l'État ». D'autres au contraire affirment qu'elles vont à l'encontre de l'article 15 qui en effet stipule que « La puissance législative s'exerce collectivement par le Roi, la Chambre des pairs, et la Chambre des députés des départements.». La charte manque ainsi de clarté au niveau du partage des pouvoirs. Quoi qu'il en soit, le roi, pour sa part, assume son geste en vertu de l'article 14, justifiant le sauvetage de la sûreté de l'État. Ses opposants, quant à eux, basent leurs revendications sur l'article 15, accusant Charles X d'abus de pouvoir.